# 五棘擬雀鯛
五棘擬雀鯛，為鱸形目鱸亞目擬雀鯛科的其中一種，為熱帶海水魚，分布於西太平洋阿拉弗拉海及澳洲海域，深度10-50公尺，本魚體延長而側扁，體長可達9.5公分，棲息在珊瑚礁坡邊緣的沙石混合區，生活習性不明。

## 擴展閱讀
維基物種上的相關：五棘擬雀鯛